# Bucciali
Automobiles Buc (später: Automobiles Bucciali und Bucciali Frères) war ein französischer Automobilhersteller, der von 1922 bis 1932 aktiv war. Gründer waren die beiden Brüder Paul-Albert und Angelo Bucciali.
Bucciali ist eine Marke, deren Geschichte noch immer mit vielen Fragezeichen verbunden ist. Einiges ist nach wie vor ungeklärt. Das gilt nicht nur für die Anzahl der tatsächlich produzierten Fahrzeuge, zu der sehr unterschiedliche, teilweise auch geschätzte Angaben vorliegen, sondern auch für die Frage, ob das Unternehmen überhaupt darauf ausgerichtet war, eine Serienproduktion in die Wege zu leiten, oder ob es den Gründern nur darum ging, Aufsehen erregende Traumwagen und Unikate herzustellen. Originalunterlagen der Marke sind kaum noch vorhanden. Die öffentlichen Aussagen der Gründer widersprechen in manchen Details den später gefundenen Realitäten. Das gilt auch für persönliche Auskünfte von Paul-Albert Bucciali, die er in den 1970er Jahren in hohem Alter einigen Journalisten bei deren Nachforschungen erteilte.

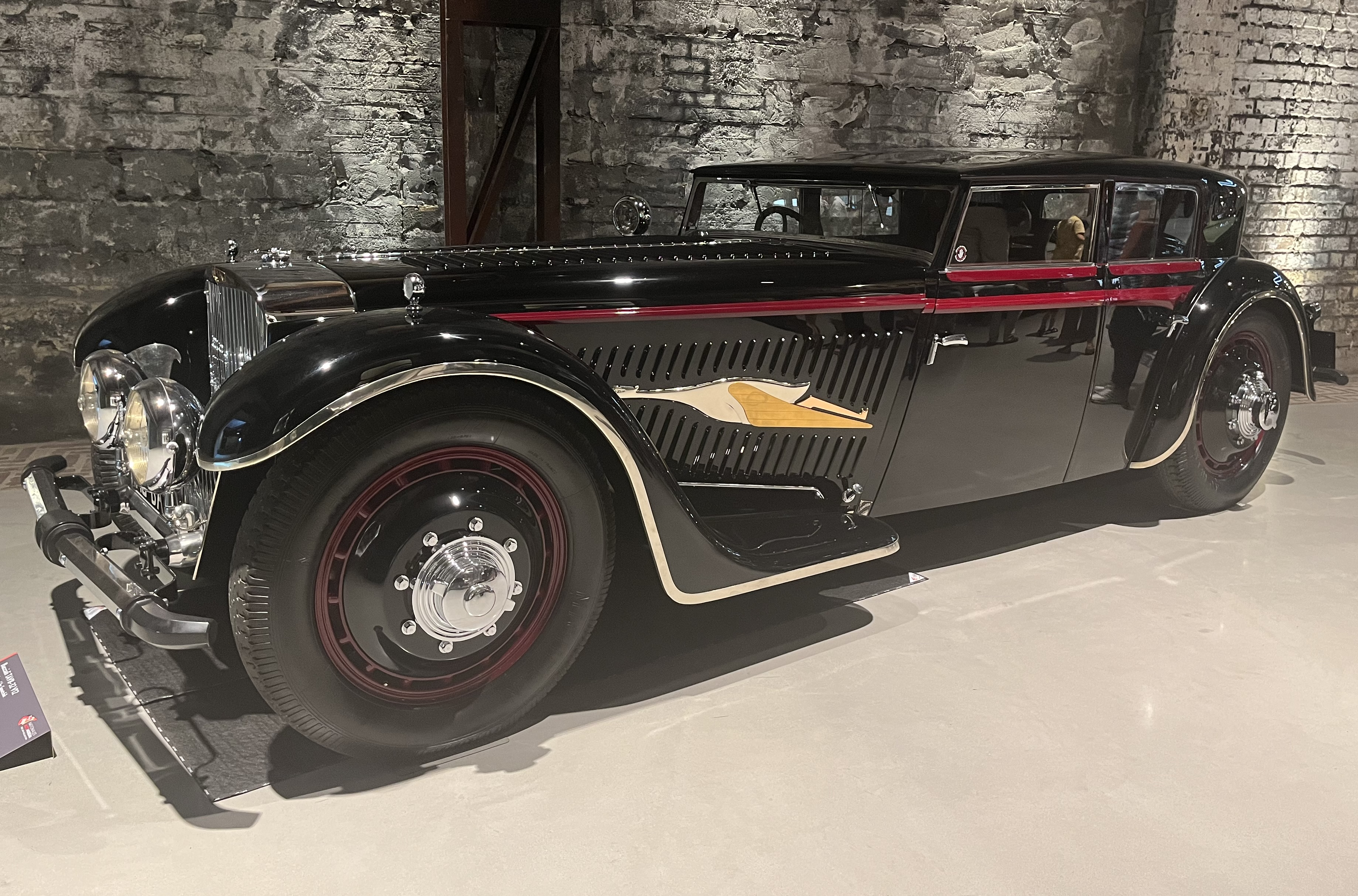
Bucciali TAV12 „La Flèche d'Or“

## Die Brüder Bucciali
Die Gründung der Marke Automobiles Buc geht auf Paul-Albert „Buc“ Bucciali (* 1889 † 1981) und Angelo Bucciali (* 1891 † 1946) zurück. Die Bucciali-Brüder wurden in Boulogne-sur-Mer als Kinder des blinden Komponisten und Organisten Joseph Bucciali und seiner Frau geboren. Sie waren Franzosen mit korsischen Vorfahren.
Während Angelo Bucciali ebenfalls Musiker wurde, entwickelte Paul-Albert Bucciali frühzeitig eine Leidenschaft für Automobile und für die Fliegerei. Er soll bereits 1911, im Alter von 21 Jahren, ein Automobil besessen haben, das er – vor allem optisch – individualisierte und mit dem Namenszug „Buc“ versah. Noch vor dem Ersten Weltkrieg soll Paul-Albert Bucciali als gut bezahlter Kunstflieger ein kleines Vermögen verdient haben. Im Krieg hat er nach eigenen Angaben in der Fliegerstaffel „Groupe de Cignones“ (Storchengruppe) gekämpft. Stilisierte Störche fanden sich Jahre später an diversen Stellen der Bucciali-Autos.

## Unternehmensgeschichte
Zu Beginn der 1920er Jahre konstruierte Paul-Albert Bucciali nach eigenen Angaben sein erstes eigenes Automobil, für dessen Herstellung er zusammen mit seinem Bruder Angelo das Unternehmen Société Bucciali Frères gründete. Das Büro hatte seinen Sitz in Courbevoie bei Paris. In den folgenden Jahren wurden eine Reihe exklusiver, Aufsehen erregender Fahrzeuge unter dem Namen Bucciali (mit wechselnden Firmenbezeichnungen) vorgestellt.
Die Autos der Bucciali-Brüder sind generell in zwei Phasen einzuteilen. In der ersten, von 1922 bis 1926 dauernden Generation entstanden einige kleine, unspektakuläre Sport- und Straßenfahrzeuge, die Ansätze einer Serienproduktion sahen. In der zweiten Phase von 1927 bis 1932 entwickelten die Buccialis ausgesprochene Traumwagen mit außergewöhnlicher, innovativer Technik und Aufsehen erregenden Karosserien. Die zweite Generation brachte – soweit ersichtlich – nur Einzelexemplare hervor. Sie sind es, die den Mythos der Marke Bucciali prägten.
Der Bau der kleinen Sportwagen war nicht kostendeckend oder gewinnbringend. Bis in die späten 1920er Jahre finanzierte sich das Unternehmen daher zumindest partiell aus dem Vermögen der Familie, teilweise wohl auch aus dem Vermögen von Paul-Alberts Ehefrau. Nach einigen Berichten schien eine Fortsetzung des Betriebs in der bisherigen Art im Laufe des Jahres 1926 nicht mehr aussichtsreich. Entweder waren die familiären Mittel inzwischen aufgebraucht, oder Paul-Alberts Ehefrau war nicht mehr bereit, noch mehr Geld aus ihrer Familie in die kleine Automobilproduktion zu investieren.
Aufgrund der geringer werdenden Geldmittel änderten die Bucciali-Brüder ihr Unternehmenskonzept. Statt Automobile in Serie zu produzieren, versuchten sie ab 1926, durch die Entwicklung und den Verkauf von innovativen Antriebskonzepten – namentlich dem Frontantrieb – finanziellen Gewinn zu erzielen. Ob darüber hinaus auch die (Serien-)Produktion eigener Luxusfahrzeuge mit Frontantrieb als Option erschien, ist zweifelhaft. In der Literatur besteht inzwischen jedenfalls weitgehend Einigkeit darüber, dass die zwischen 1927 und 1932 präsentierten, sehr luxuriösen und auffälligen Frontantriebsfahrzeuge, die regelmäßig auf Automobilmessen gezeigt wurden und mit Aufsehen erregenden Karosserien versehen waren, in erster Linie als Blickfang für potentielle Geschäftspartner gedacht waren. Im Sommer 1930 schien dieses Konzept aufzugehen. Zunächst zeigte die amerikanische Peerless Motor Car Corporation Interesse am Erwerb der Bucciali-Patente, möglicherweise sogar an einem Verkauf von Bucciali-Fahrzeugen in den USA. Diese Verbindung verlief indes fruchtlos, da Peerless Anfang 1931 infolge der Weltwirtschaftskrise die Automobilproduktion (zugunsten des Bierbrauens) einstellte. Im Herbst 1930 fand sich indes mit Emile Guillet, dem Inhaber eines Pariser Karosseriewerks, ein französischer Investor, der bereit war, die weiteren Entwicklungsarbeiten zu finanzieren. Er blieb etwa eineinhalb Jahre am Unternehmen beteiligt. Im Sommer 1932 trennte man sich im Streit voneinander. Zur gleichen Zeit verlagerte Bucciali die Produktion der Wagen nach Angers an der Loire; in Courbevoie verblieben nur die Büros des Unternehmens.
Ende 1932, nachdem der TAV 12 (Typ 7) an einen Kunden ausgeliefert worden war, musste Bucciali die Fahrzeugproduktion einstellen. Es war den Brüdern nicht gelungen, einen zahlungskräftigen Investor zu finden oder ihre Konstruktionen gewinnbringend zu verkaufen.
Paul-Albert Bucciali arbeitete in Courbevoie weiterhin an technischen Entwicklungen. 1934 entwarf er einen kleinen aerodynamischen Sportwagen, für den ein Achtzylindermotor vorgesehen war; aus Mangel an finanziellen Ressourcen kam das Projekt nicht über das Stadium einer Studie hinaus. In den 1930er Jahren konzipierte er ein achträdriges, mit zwei Motoren von Daimler-Benz ausgestattetes Geländefahrzeug, das letztlich von Panhard & Levassor hergestellt wurde. Nach dem Zweiten Weltkrieg arbeitete Bucciali bei dem französischen Getriebehersteller Cotal und entwarf dort unter anderem ein Automatikgetriebe. Zur gleichen Zeit entwarf er noch ein Fahrzeug für seinen eigenen Gebrauch: ein (heckgetriebenes) Auto mit einem tiefergelegten Chassis und einem Motor von Mathis, das den Kühler, nach anderen Quellen sogar die Karosserie eines Bucciali TAV 30 trug.

## Fahrzeuge der Marke Buc
Zwischen 1922 und 1926 produzierte die Sociéte Bucciali Frères eine Reihe kleinerer Sportwagen, die unter der Bezeichnung „Buc“ vermarktet wurden.
Im Jahr 1920 wurde das Unternehmen gegründet. Bucciali richtete in Courbevoie eine Werkstatt ein und stellte einige Mechaniker ein. Zunächst beschäftigte sich der Betrieb damit, Straßen- und Sportwagen anderer Marken zu reparieren und zu modifizieren; ab Anfang 1922 aber begann Paul-Albert Bucciali mit der Konstruktion eines eigenen Fahrzeugs. In den folgenden Jahren entstanden in Courbevoie eine Reihe unterschiedlicher Typen, die als sportliche Straßenfahrzeuge konzipiert waren, daneben aber regelmäßig auch bei Wettbewerben eingesetzt wurden.
Insgesamt war die PKW-Produktion nur mäßig erfolgreich. Die Bucciali-Brüder stellten eine Reihe unterschiedlicher Konzepte vor, konnten aber nur einzelne Modelle zu einer begrenzten Serienproduktion bringen. Paul-Albert Bucciali bezifferte den Produktionsumfang der Marke Buc rückblickend auf mindestens 100 Exemplare. Die Fachliteratur geht heute davon aus, dass insgesamt nur 17 Buc-Fahrzeuge hergestellt und verkauft wurden. Von ihnen existiert keines mehr.
Im Einzelnen entstanden folgende Modelle der Marke Buc:

### Buc Prototyp
Das erste Fahrzeug, das – soweit ersichtlich – nur als Buc (ohne weitere Typenbezeichnung) erschien, war ein kleiner Sportwagen mit einem 1,3 Liter großen Zweitakt-Zweizylindermotor. Das Triebwerk soll von einem seinerzeit bekannten Zweitakt-Spezialisten namens Marcel Violet entwickelt worden sein. Das Auto wurde von Paul-Albert Bucciali beim Grand Prix des Voiturettes in Boulogne 1922 eingesetzt und kam als Dritter ins Ziel.

### Buc AB 1
Basierend auf dem Konzept dieses Sportwagens, entstand der Buc AB 1, der in technischer Hinsicht den Vorgaben des Vorgängers entsprach. Ursprünglich hatten die Brüder Bucciali einen 950 cm³ großen Zweitakt-Vierzylindermotor als Antrieb vorgesehen. Das Triebwerk erreichte allerdings nicht die Serienreife, so dass der AB 1 den gleichen Motor erhielt wie der Prototyp. Ab Anfang 1923 entstand eine Kleinserie.

### Buc AB 2
1923 entwickelte Paul-Albert Bucciali ein neues Chassis, das für einen Vierzylinder-Zweitaktmotor von Marcel Violet ausgelegt war und beim Grand Prix des Voiturettes 1923 antreten sollte. Der Motor wurde als Prototyp hergestellt und getestet; Bucciali empfand ihn aber nicht als ausgereift. Daher wurde der als Buc AB 2 bezeichnete Wagen wiederum mit dem bekannten Zweizylinder ausgestattet. Der AB 2 soll beim Grand Prix des Voiturettes einen Sieg in der Klasse „Unter 500 kg“ erreicht haben. Der Vierzylinder-Zweitaktmotor wurde schließlich 1925 in einem eigenständigen Chassis als Typ AB 5 in einem Einzelstück hergestellt. Er sah keine Serienproduktion, da sich der Herstellungsprozess als zu aufwendig und zu teuer erwies.

### Buc AB 4-5
Zwischen 1925 und 1927 baute und verkaufte Buc eine Reihe von Fahrzeugen des Typs Buc AB 4-5. Hierbei handelte es sich um ein konventionelles Auto mit einem 1,6 Liter großen Vierzylinder von S.C.A.P., einem manuellen Vierganggetriebe und einer Höchstgeschwindigkeit von angeblich 100 km/h. Buc bot verschiedene Karosserieaufbauten an – eine Limousine (Berline), einen offenen Torpedo und ein Coupé –, die üblicherweise von dem Carossier Etablissements Paul Adineau, gelegentlich auch von Bonnel hergestellt wurden. Der Ty AB 4-5 wird in Veröffentlichungen regelmäßig als das erfolgreichste Buc-Modell beschrieben. Die Angaben über die Produktion gehen allerdings weit auseinander. Paul-Albert Buc sprach 1975 von insgesamt 120 Exemplaren; andere Veröffentlichungen nehmen 100 bis 200 Fahrzeuge an, wieder andere sprechen von „einer Handvoll“ oder nicht mehr als 17 Exemplaren.
In den Statistiken der Großen Preise des Jahres 1925 gibt es Hinweise auf einzelne Rennbeteiligungen des Buc AB 4-5 an französischen Rennen. Fahrer war zumeist ein Augusto Bucciali.
- Beim II. Großen Preis de l´Ouverture in Montlhéry kam Augusto Bucciali mit 148 Runden (von 200) als Sechster ins Ziel. Jean Celerier, der ebenfalls einen Buc bewegte, fiel aus technischen Gründen aus.
- Beim V. Grand Prix de Boulogne wurde Augusto Bucciali Zehnter, wobei er einen Rückstand von 75 Minuten auf den Sieger Bunny Marshall im Bugatti Type 22 hatte.

### Buc AB 4E Spéciale
Vom Typ AB 4-5 wurde ein Modell Buc 4E Spéciale abgeleitet, das einen 1481 cm³ großen Vierzylindermotor von CIME mit Kompressoraufladung aufwies und angeblich 150 km/h schnell sein sollte. Von diesem vornehmlich für Sportveranstaltungen gedachten Modell wurden drei Exemplare hergestellt, die allerdings im Wettbewerb nicht erfolgreich waren.

### Buc AB 6
Letztes Modell der Marke Buc war der AB 6, ein kleiner Sportwagen mit einem hausintern entwickelten, 1,5 Liter großen Sechszylindermotor, der von einem Cozette-Kompressor aufgeladen wurde und auf ein Konzept des Ingenieurs Némorin Causan zurückging. Von dem Motor wurden im Laufe des Jahres 1926 drei Exemplare hergestellt; wenigstens einer fand Einzug in ein speziell konstruiertes Chassis und soll nach Darstellung der französischen Schrift Gazoline „an zahlreichen nationalen und internationalen Wettbewerben“ teilgenommen haben. Eine Publikation berichtet von einer Teilnahme des Buc AB 6 am Großen Preis von Spanien 1927.

## Die Frontantriebsmodelle
Ab 1926 änderte sich die Unternehmensphilosophie der Bucciali-Brüder. Nachdem die Produktion von Automobilen in den zurückliegenden Jahren nicht den gewünschten Erfolg gebracht hatte, beschäftigten sich die Brüder nunmehr vorrangig mit der Entwicklung teurer Luxusfahrzeuge mit innovativen Antriebskonzepten. Besonderes Augenmerk lag auf der seinerzeit noch jungen Frontantriebstechnik, die erstmals 1925 durch den amerikanischen Miller-Rennwagen von sich Reden gemacht hatte.
Bei der Entwicklung der Frontantriebstechnologie arbeiteten die Bucciali-Brüder anfänglich mit selbständigen Technikern zusammen, beispielsweise dem französischen Ingenieur Robert Sensaud de Lavaud. Mit zunehmender Dauer des Projekts konzipierten sie auch einige eigenständige Lösungen. Ob die Detaillösungen tatsächlich auf Paul-Albert oder Angelo Bucciali selbst zurückzuführen waren oder ob sie sich, wie in späteren Untersuchungen zur Marke wiederholt behauptet wurde, eines angestellten, unbekannt gebliebenen Experten bedienten, ist nicht mehr verifizierbar. Tatsache ist jedenfalls, dass Angelo und Paul-Albert Bucciali Inhaber mehrerer französischer Patente zu einzelnen Konstruktionen im Zusammenhang mit dem Frontantrieb waren.
Zwischen 1926 und 1932 entwickelten und präsentierten die Bucciali-Brüder insgesamt sieben verschiedene Fahrzeugtypen mit Frontantriebstechnik, die nicht mehr unter dem Namen „Buc“ gezeigt wurden, sondern die vollständige Bezeichnung „Bucciali“ trugen. Die Vorstellung erfolgte üblicherweise auf dem Salon de l´ Automobile in Paris im Oktober eines jeden Jahres. Teilweise wurden lediglich Chassiskonstruktionen ausgestellt, von denen einzelne nicht einmal fahrbereit waren; teilweise waren die Konstruktionen mit extravaganten Karosserien ausgestattet, die Mittelpunkt des Autosalons waren. Die Entwürfe der Karosserien dürften auf die Bucciali-Brüder selbst zurückzuführen sein, auch wenn externe Karossiers für die technische Realisierung der Aufbauten verantwortlich waren. In zumindest einem Fall behaupteten die Brüder zudem, einen eigenen Motor konstruiert zu haben. Dieser Double Huit genannte Sechzehnzylindermotor stellt heute eines der großen Geheimnisse der Automobilhistorie dar.
Die Bezeichnung der Fahrzeuge Frontantriebsfahrzeuge war uneinheitlich. Die Bucciali-Brüder verwendeten zumeist den Begriff TAV (Traction Avant für Frontantrieb), verbunden mit einer nicht fortlaufenden Nummerierung. Heute findet sich vielfach eine – nachträglich entstandene – Zählung der Typen in der Reihenfolge ihres Entstehens (Typ 1 bis Typ 7); allerdings wird sie nicht einheitlich verwendet.

### Typ 1 (Bucciali TAV 1)
Die erste Frontantriebskonstruktion der Bucciali-Brüder entstand 1926. Sie verwendete – worauf Bucciali ausdrücklich hinwies – eine Reihe von Ideen, die zuvor von Sensaud de Lavaud entwickelt worden waren, ergänzt um eine eigenständige, von Bucciali entwickelte Vorderachskonstruktion. Vorne wie hinten verfügte das Fahrgestell über eine unabhängige Aufhängung. Das Fahrzeug trug eine violett lackierte Coupé-Karosserie, die von Paul Audineau als Faux Cabriolet ausgeführt worden war. Im Motorraum war ein 1,7 Liter-Vierzylinder von SCAP installiert.
Der TAV 1 war nicht fahrtauglich; Bucciali hatte kein Getriebe gefunden, das mit dem Frontantrieb kompatibel war. Die zeitgenössischen Berichterstatter erkannten diesen Mangel und kommentierten ihn in ihren Beiträgen mit deutlichen Worten.

### Typ 2 (Bucciali TAV 2)
Das zweite, als TAV 2 bezeichnete Bucciali-Modell zeichnete sich durch eine geänderte Konstruktion der Halbwellen aus; viel Arbeit wurde darauf verwendet, die Halbwellen schwenkbar zu machen. Insgesamt emanzipierte sich die Technik in weiten Teilen von den Ideen Sensaud de Lavauds. Die meisten Quellen gehen heute davon aus, dass der TAV 2 auf dem Pariser Autosalon 1927 vorgestellt wurde. Ein zeitgenössischer Pressebericht aus dem Jahr 1928 schreibt den TAV 2 allerdings dem Jahr 1928 zu. Auch hier war eine Faux-Cabriolet-Karosserie zu sehen, im Motorraum war der bekannte SCAP-Motor installiert. Der TAV 2 soll funktionsfähig gewesen sein.

### Typ 3 (Bucciali TAV 6 oder TAV 15)
Auf dem Pariser Autosalon 1928 erschien die dritte Bucciali-Konstruktion. Dieses Fahrzeug verwendete den Rahmen des Typ 1 von 1926, nach anderen Quellen den des Typ 2. Es wies wiederum modifizierte Details im Bereich der Antriebstechnik auf. Der Wagen trug bei seiner Präsentation die Karosserie eines großen viersitzigen Coupé in Faux-Cabriolet-Ausführung, das von Bucciali selbst gestaltet worden war und sich vor allem durch das seinerzeit ungewöhnliche Fehlen von Trittbrettern auszeichnete. Der Wagen trug auch als erste Bucciali-Konstruktion tief vor dem Kühler angeordnete Frontscheinwerfer, ein Merkmal, das typisch für die Marke werden und bei allen folgenden Konstruktionen ebenfalls zu finden sein sollte. Der praktische Grund für diese Lösung lag in dem Bestreben, mit den Scheinwerfern die noch immer vergleichsweise klobige, mit Antriebstechnik beladene Frontachse optisch zu kaschieren.
Der Typ 3 war mit einem amerikanischen Sechszylinder von Lycoming, später von Continental ausgestattet. Im Hinblick auf die sechs Zylinder ergab sich die jedenfalls vorübergehende Verwendung der Bezeichnung TAV 6, während die ebenfalls zu findende Bezeichnung TAV 15 darauf zurückzuführen war, dass das Auto ansichts seines Hubraums von 2,4 Litern in die französische Steuerklasse 15 PS eingestuft war.
Nach Angaben von Paul-Albert Bucciali entstanden in Courbevoie insgesamt drei Fahrzeuges des Typs 3, die allesamt verkauft worden sein sollen. Die Karosserien entsprachen dem Ausstellungsmodell. Paul-Albert Bucciali nannte eine Zeitlang ein Unternehmen namens „Labourdette“ als Karosseriehersteller. Es besteht allerdings Sicherheit darüber, dass damit nicht der gleichnamige Carossier Henri Labourdette gemeint sein konnte, der in den 1930er Jahren Aufsehen erregende Aufbauten für Delage und Delahaye herstellte.
Einer der drei TAV 6 wurde 1929 überarbeitet, um aus Promotionsgründen eine „Tour du Monde“ zu bestreiten. Nach zeitgenössischen Presseberichten endete das Unternehmen noch in der Umgebung von Paris, da keine Mittel zur Finanzierung der Expedition erschlossen werden konnten.

### Typ 4 (Bucciali TAV 8), „La Marie“

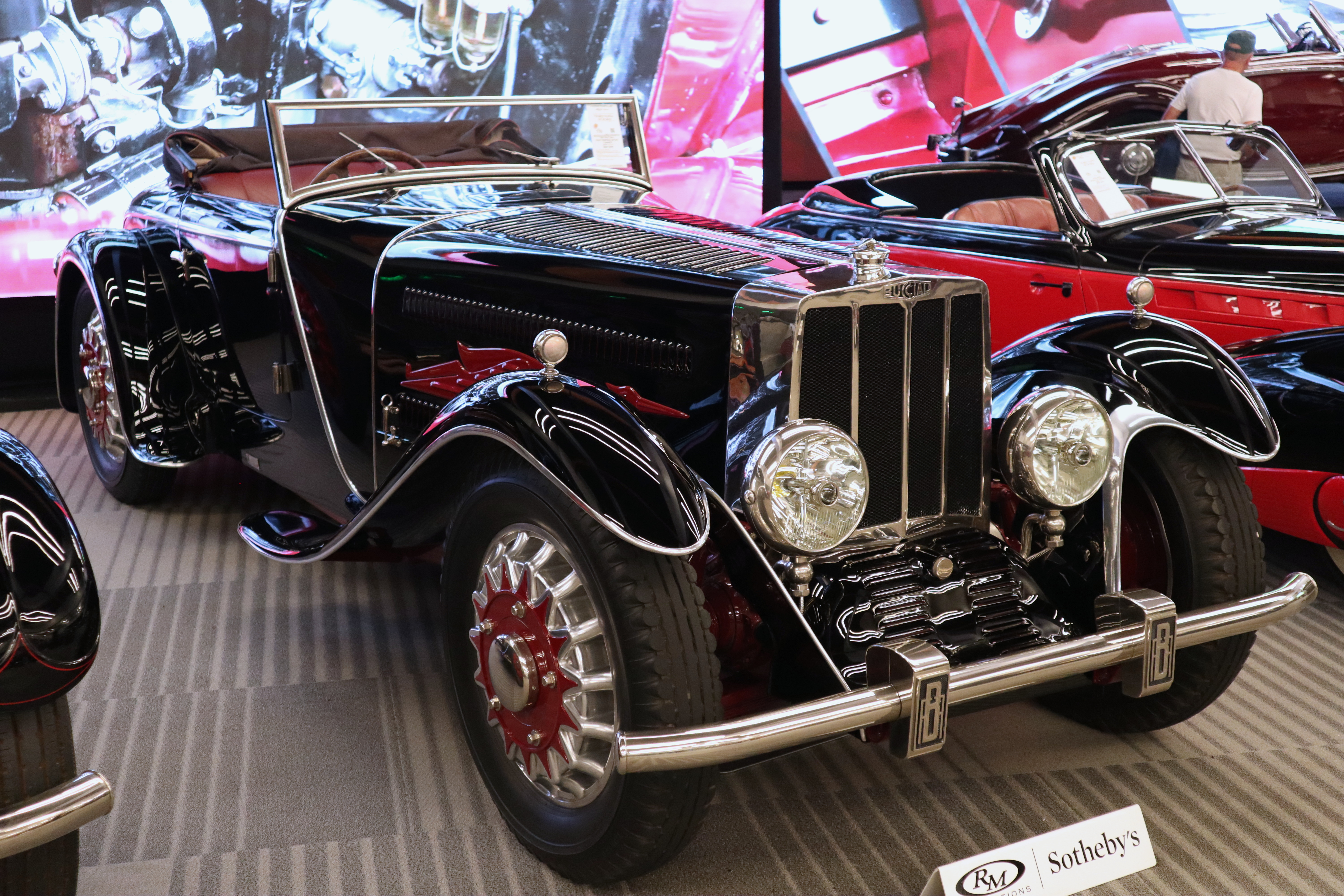
Bucciali TAV 8 „La Marie“

Im Sommer 1929 wurde Buccialis vierte Konstruktion vorgestellt, der TAV 8. Das Chassis und die Aufhängungstechnik dürften weitestgehend dem TAV 6/TAV 15 entsprochen haben; andere Quellen gehen dagegen davon aus, dass das Chassis des Typ 4 mit dem des Typ 2 identisch war. Allerdings wurden nunmehr andere Triebwerke installiert. Der 1929 hergestellte, von den Bucciali-Brüdern La Marie genannte fahrbereite Prototyp verwendete einen 4,4 Liter großen Achtzylinder von Continental. In einem Prospekt kündigte Bucciali an, das Auto sei auch mit „einem Mercedes SS-Auflademotor zu erhalten“. Möglicherweise sollte damit eine Assoziation zu dem 1928 vorgestellten, 7 Liter großen und 225 PS starken Motor des Mercedes SS hergestellt werden, ein Triebwerk, das in den 1920er Jahren Spitzentechnik darstellte. Spätere Untersuchungen gehen aber davon aus, dass Bucciali damit ein wesentlich älteres, nur 100 PS starkes Triebwerk meinte und die bewusst unpräzise Angabe in den Veröffentlichungen vor allem das Interesse möglicher Kunden wecken sollte.
Der La Marie genannte Prototyp trug eine Roadster-Karosserie, die Paul-Albert Bucciali entworfen hatte. Besonderes Merkmal war – neben den fehlenden Trittbrettern und den wiederum tief sitzenden Scheinwerfern – ein stilisierter Storch auf den Seiten der Motorabdeckung.
Nach dem Ende des Pariser Autosalons 1929 verschiffte Bucciali La Marie nach Nordamerika. Dort wurde der Wagen auf diversen Ausstellungen gezeigt, und Paul-Albert Bucciali unternahm ausgedehnte Promotionsfahrten mit dem Wagen. Ziel war es, die Frontantriebstechnik an ein amerikanisches Unternehmen zu verkaufen. Dort weckte sie das Interesse der Peerless, die einen Verkauf der Bucciali-Modelle in den USA erwog. Im darauf folgenden Winter 1930/31 unternahm Paul-Albert Bucciali eine weitere Fahrt durch die USA. Nunmehr kam es zu einer verbindlichen Einigung zwischen Peerless und Bucciali, die letzten Endes aber nicht vollzogen wurde, da Peerless kurz darauf zahlungsunfähig wurde und die Automobilproduktion (zugunsten des Bierbrauens) einstellte.
Vom Typ 4 wurden keine weiteren Exemplare gebaut.

### Typ 5 (Bucciali Double Huit)

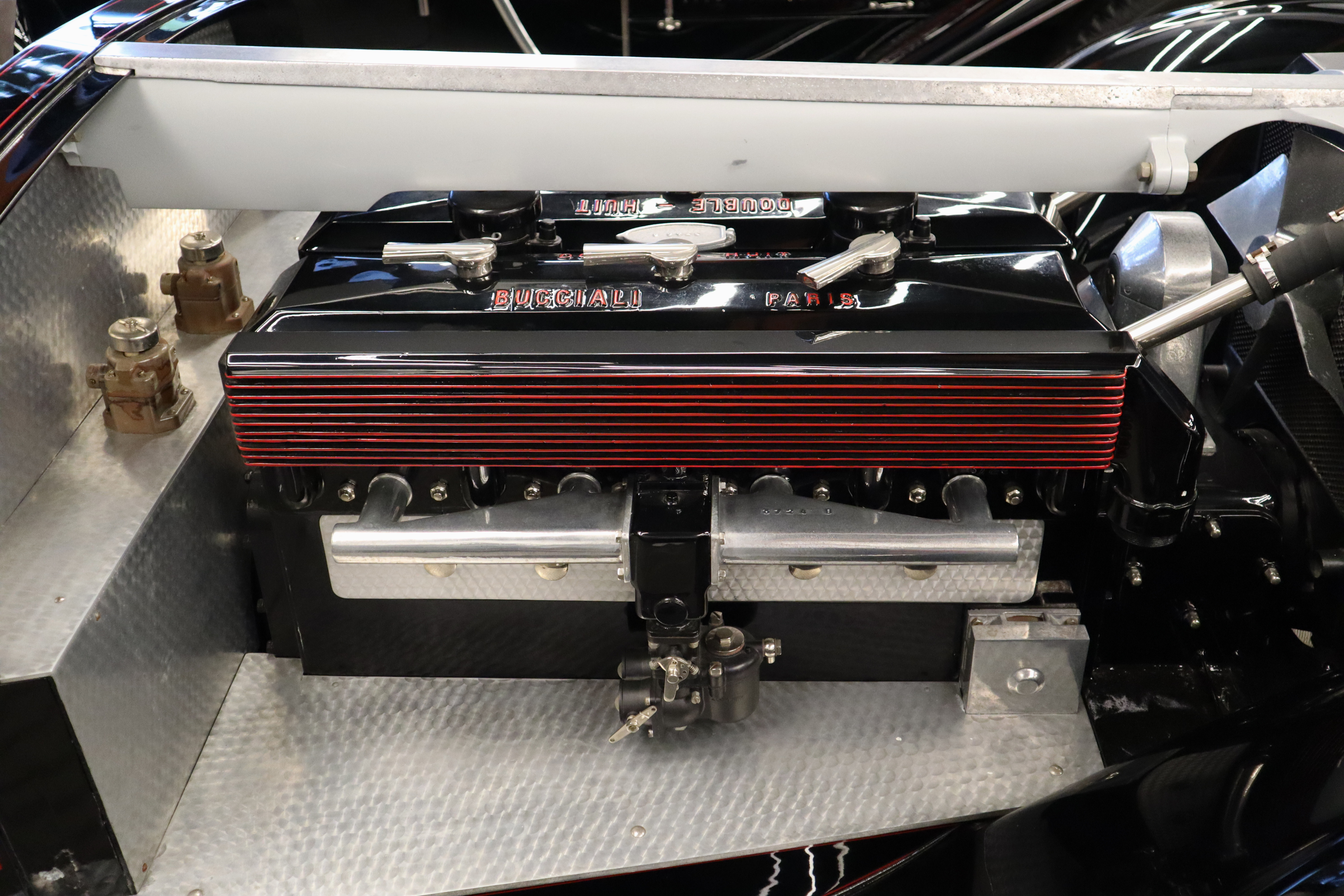
Nicht funktionsfähiger Motorblock des Bucciali Double Huit

Der auf dem Pariser Autosalon 1930 vorgestellte Typ 5 wies fahrwerksseitig keine Besonderheiten auf. Das Chassis entsprach – abgesehen von einer deutlichen Verlängerung des Radstands – dem TAV6/TAV15, die Frontantriebstechnik war gegenüber dem Typ 4 noch einmal im Detail modifiziert worden, und die Hinterachse war nunmehr starr.
Besonderes Merkmal des Autos war allerdings der Motor. Es soll sich um einen Sechzehnzylindermotor gehandelt haben (Double huit = doppelte Acht). Der Motorblock war eckig und ausgesprochen attraktiv modelliert. Hinsichtlich des Innenlebens gab es wenig brauchbare Informationen. Die zeitgenössischen Presseberichte widersprachen sich, und auch die Bucciali-Brüder lieferten mitunter gegenläufige Auskünfte. Übereinstimmend sind die Angaben nur insoweit, als es sich um ein ausgesprochen langhubig ausgelegtes Triebwerk handelte (Bohrung: 72 mm, Hub 120 mm, insgesamt 7817 cm³ Hubraum.) Zeitgenössische Berichte gingen davon aus, es habe sich um eine Konstruktion mit zwei selbständigen, vertikal nebeneinander stehenden Reihen-Achtzylindern (von Continental) gehandelt und die zwei getrennte Kurbelwellen antrieben; andere Berichte gehen von einer herkömmlichen V-Auslegung mit einer zentralen Kurbelwelle aus. Die Unsicherheiten wurden auch dadurch genährt, dass das Personal auf Buccialis Messestand keinerlei schlüssige Auskünfte über die verwendete Technik geben konnte.
In den 1970er Jahren wurde ein Double-Huit-Fahrgestell gefunden, in dem sich auch ein Motorblock des Sechzehnzylinders befand. Bei der Restaurierung wurde der Motorblock geöffnet. Statt eines mechanischen Innenlebens fanden die Restauratoren jedoch lediglich französische Zeitschriften aus dem Jahr 1930. Das lässt Zweifel daran aufkommen, dass Buccialis Sechzehnzylinder mehr als ein bloßer Eye-Catcher war.
Paul-Albert Bucciali behauptete in einem Interview 1975, es seien insgesamt drei Fahrzeuge vom Typ Doule Huit hergestellt worden; alle seien fahrbereit gewesen und verkauft worden. Das erscheint allerdings im Hinblick auf die Beobachtungen der amerikanischen Restauratoren sehr zweifelhaft. Die Zweifel werden auch dadurch gestützt, dass im Jahre 1931 ein französischer Bankier eine Sechzehnzylinder-Limousine bestellte, für die Bucciali allem Anschein nach keinen Motor herstellen konnte. Diese Bestellung mündete letztlich in dem mit einem Voisin-Motor ausgestatteten Typ 7 (TAV 12).
Die Ungewissheiten um den Bucciali-Sechzehnzylinder veranlasste die deutsche Fachzeitschrift auto motor und sport in ihrer Jubiläumsausgabe 1986 in einem Bericht über vergangene Marken zu der Bemerkung: „Wenn Sie bei Ihren Wanderungen zufällig in einer Scheune auf einen - sagen wir - fahrbereiten Bucciali Double Huit stoßen, brauchen Sie sich um Ihre Altersversorgung keine Gedanken mehr zu machen“.
Ein amerikanischer Autosammler hat Ende der 1990er Jahre einen Nachbau des Typ 5 in Auftrag gegeben, der dem Vorbild jedenfalls äußerlich exakt gleichen soll. Über die verwendete Technik ist nichts bekannt.

### Typ 6 (Bucciali TAV 30)
Im Laufe des Jahres 1930 entwickelten die Bucciali-Brüder ihr sechstes Modell, das letztlich auf dem Pariser Autosalon 1931 vorgestellt wurde. Das Chassis entsprach im Wesentlichen dem TAV 8, war aber im Radstand auf 3734 Millimeter verlängert und zudem verstärkt worden, um einen noch leistungsfähigeren Motor aufzunehmen. Nachdem Versuche, erneut ein Continental-Triebwerk zu verwenden, wegen aufwändiger Umbauarbeiten gescheitert waren, installierte Bucciali einen 5,2 Liter-Achtzylinder von Lycoming. Lycoming gehörte zum Konzern des Amerikaners Errett Lobban Cord, der außerdem die Automarken Auburn, Cord und Duesenberg besaß und mit dem Cord L29 das erste in Serie produzierte Auto mit Frontantrieb im Angebot hatte. Der Lycoming-Motor war explizit für die Verwendung in Frontantriebswagen konzipiert worden; er passte damit besser zum Bucciali als die bisherigen, konventionellen Continental-Triebwerke.
Nach Aussage von Paul-Albert Bucciali wurden insgesamt drei oder vier Fahrzeuge vom Typ 6 hergestellt und verkauft. Die Existenz zweier Fahrzeuge ist belegt:
- Ein großes Cabriolet mit Karosserie von Saoutchik, das der unbestrittene Blickfang auf dem Pariser Autosalon 1931 war. Es war das niedrigste Auto seiner Zeit. Die Räder hatten einen Durchmesser von einem Meter; die Linie der Motorhaube überstieg nicht die Höhe der vorderen Kotflügel. Das Fahrzeug war 5,75 Meter lang.
- Ein zweisitziger Roadster. Es gibt Berichte, wonach die Karosserie anfänglich von Buccialis Teilhaber Guillet in dessen Betrieb entworfen und aufgebaut worden sein soll. Bucciali soll von der Qualität und dem Erscheinungsbild der Karosserie entsetzt gewesen sein und sie wenig später durch eine von ihm selbst entworfene und bei Saoutchik hergestellte Karosserie ersetzt haben.[11]
- Darüber hinaus gibt es Berichte über eine siebensitzige Limousine mit ähnlichem Layout, d. h. einer sehr niedrigen Gürtel- und Dachlinie. Ob diese Karosserie realisiert wurde oder im Stadium der reinen Zeichnung verblieben ist, ist in den Berichten zu Bucciali umstritten; möglicherweise besteht eine Verwechslung mit der (tatsächlich realisierten) Limousine vom Typ TAV 7.

Vom Cabriolet und vom Roadster existieren Fotografien, die in einer Straßenszene am Mittelmeer angefertigt wurden. Das kommentierte die deutsche Fachzeitschrift Motor Klassik mit der Bemerkung, die Bilder „zeugten davon, dass sie sich offensichtlich mit eigener Kraft fortbewegen konnten“.
Die Bucciali-Brüder erwogen im Sommer 1931, den TAV 30 auch in einer Sportversion zu realisieren, um mit ihm an die sportlichen Traditionen der Marke anzuknüpfen. Dafür soll wiederum über die Verwendung eines Mercedes-Kompressormotors nachgedacht worden sein. Ob es sich dabei noch immer um den veralteten Motor aus dem Jahre 1924 handelte oder Bucciali auf eine jüngere Konstruktion zurückgreifen wollte, ist nicht geklärt. Das Projekt scheiterte, noch bevor ein deutscher Motor in das Chassis eingebaut werden konnte, an finanzieller Not und an dem Umstand, dass sich das große, behäbige Chassis des TAV 30 nur schlecht für Motorsportzwecke eignete.

### Typ 7 (Bucciali TAV 12)
Das letzte Modell der Bucciali-Brüder verwendete einen Zwölfzylindermotor von Voisin. Es entstand nacheinander in zwei Varianten.

#### Das Cabriolet
Ein erster, im Sommer 1931 fertiggestellter fahrbereiter Prototyp verwendete das Chassis des Typ 6. Der Wagen wies eine von Guillet entworfene und gebaute Karosserie auf, die nach Ansicht von Paul-Albert Bucciali und einigen zeitgenössischen Beobachtern ausgesprochen unattraktiv erschien. Das Auto diente der Erprobung der Frontantriebstechnik im Praxisbetrieb. Paul-Albert Bucciali fuhr mit dem Wagen im November 1931 von Paris nach Nizza, um dort an einem Concours d´Elegance teilzunehmen. Dort erhielt er den Grand Prix d´Honneur (den großen Ehrenpreis).

#### La Flèche d’Or
Nach einer Praxis-Erprobung entstand der „endgültige“ TAV 12, der ein auf 4,1 Meter verlängertes Chassis aufwies. Ob dafür das Chassis des Prototyps einfach verlängert oder ob ein völlig neues Fahrgestell aufgebaut wurde, ist nicht bekannt
Die zweite Version des TAV 12 wurde als viertürige Limousine eingekleidet. Die Karosserie war von Paul-Albert und Angelo Bucciali entworfen und von Saoutchik ausgeführt worden. Sie wurde in der damaligen Presse als das niedrigste Auto seiner Zeit gefeiert. Der Radstand betrug enorme 4,1 Meter, die Bauhöhe lag bei nur 1,45 Metern.
Die Initiative zu diesem Fahrzeug ging von Georges Roure aus, einem Pariser Bankier. Roure hatte auf dem Pariser Autosalon 1930 den „Double Huit“ gesehen und wollte ein ähnliches Exemplar für sich bestellen. Nach mehreren Presseberichten sahen sich die Buccialis außerstande, innerhalb eines Jahres einen zweiten Sechzehnzylinder auf die Beine zu stellen. Roure wich daher zunächst auf einen Achtzylinder von Lycoming aus, kurz vor dessen Einbau orderte er allerdings einen Zwölfzylinder von Voisin.
Die TAV-12-Limousine erhielt den Beinamen „La Flèche d’or“ (Goldener Pfeil) und blieb ein Einzelstück. Sie existiert noch und steht im Nationalen Automuseum – The Loh Collection in Dietzhölztal.

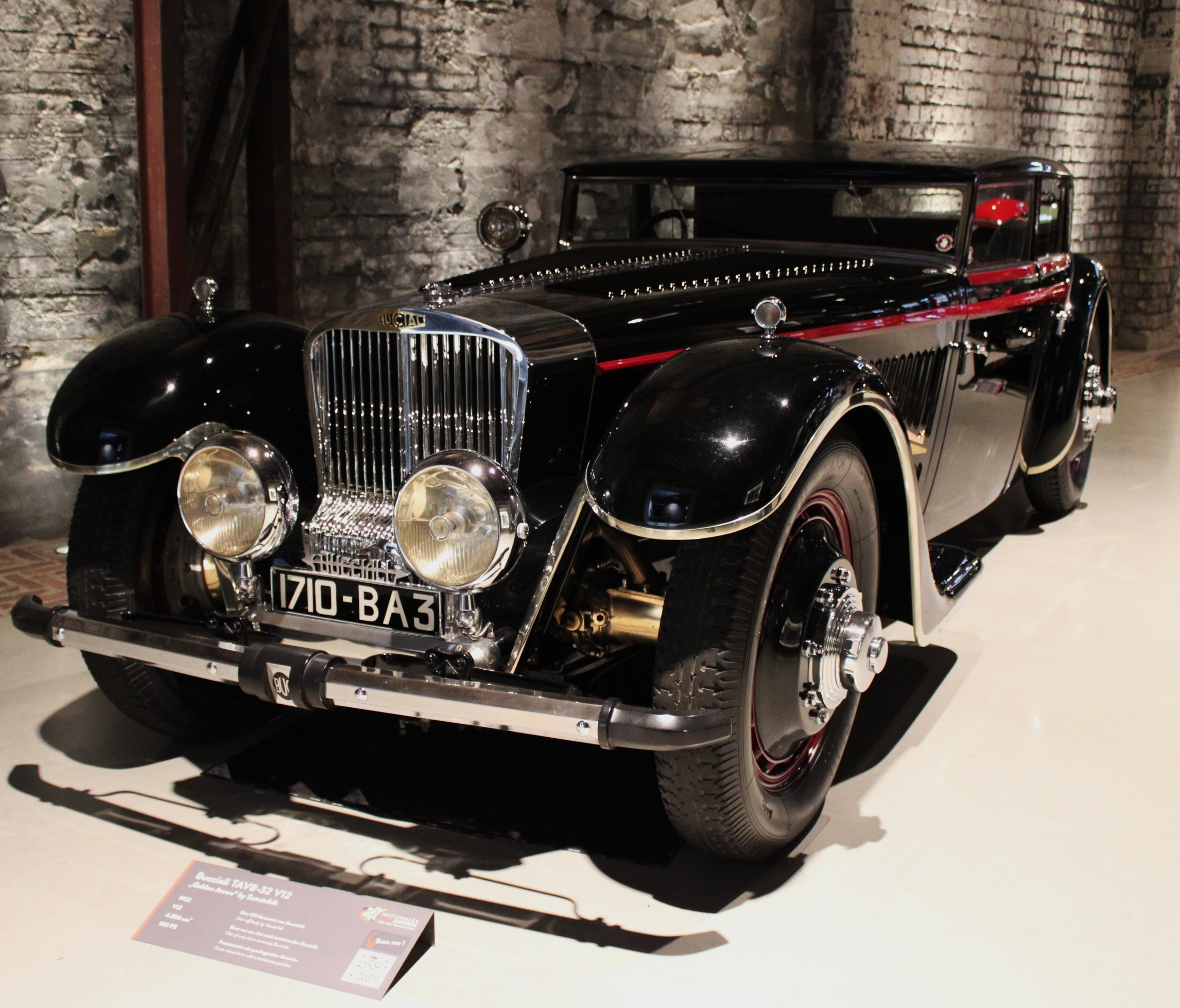
Bucciali TAV 8-32 (Nationales Automuseum – The Loh Collection)
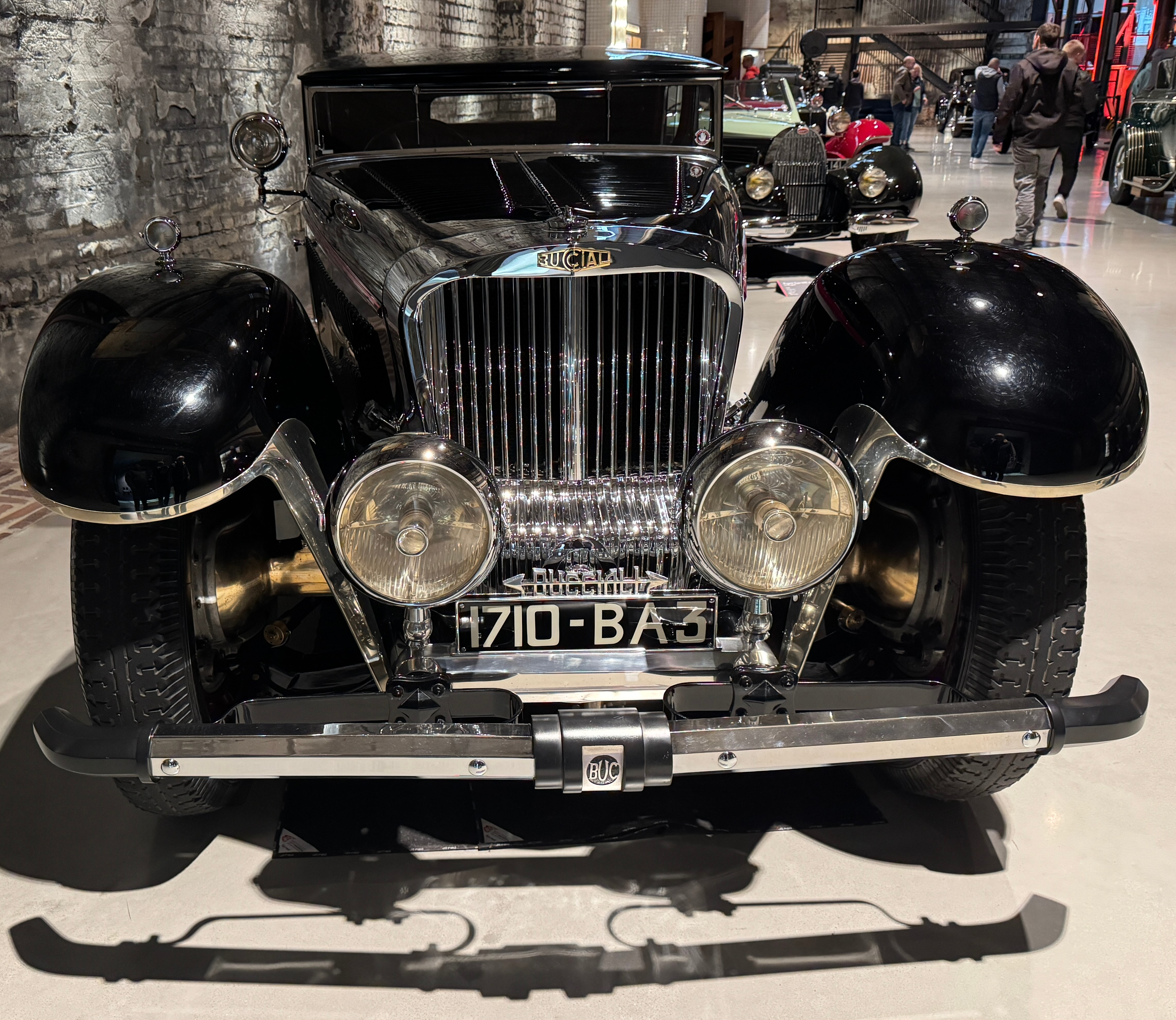
Bucciali TAV 8-32 Frontansicht - Nationales Automuseum
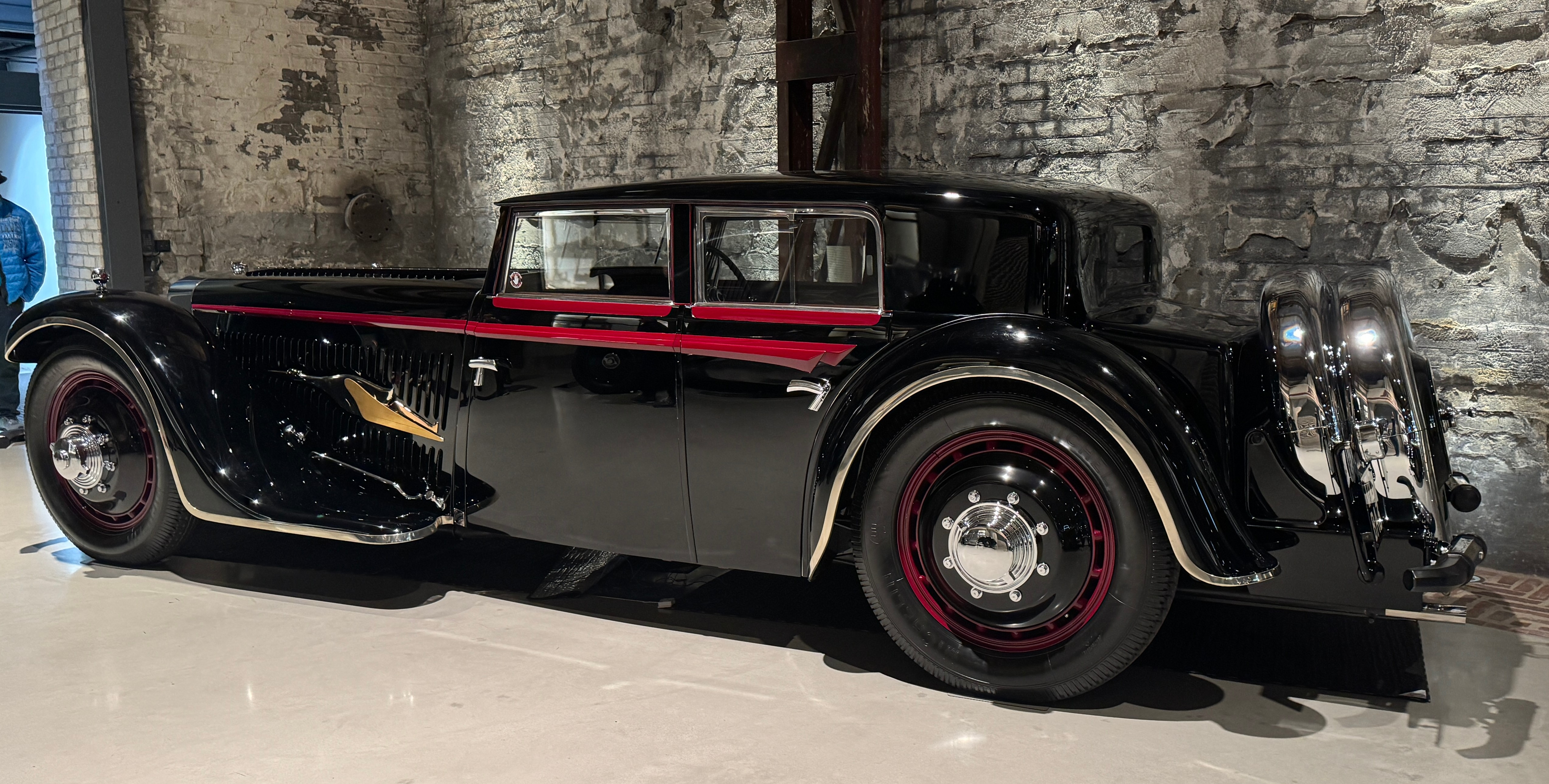
Bucciali TAV 8-32 Seitenansicht - Nationales Automuseum

## Motorsport
1923 waren zwei Bucciali zum ersten 24-Stunden-Rennen von Le Mans der Motorsportgeschichte gemeldet, erschienen aber nicht zu Training und Rennen.

## Anmerkungen

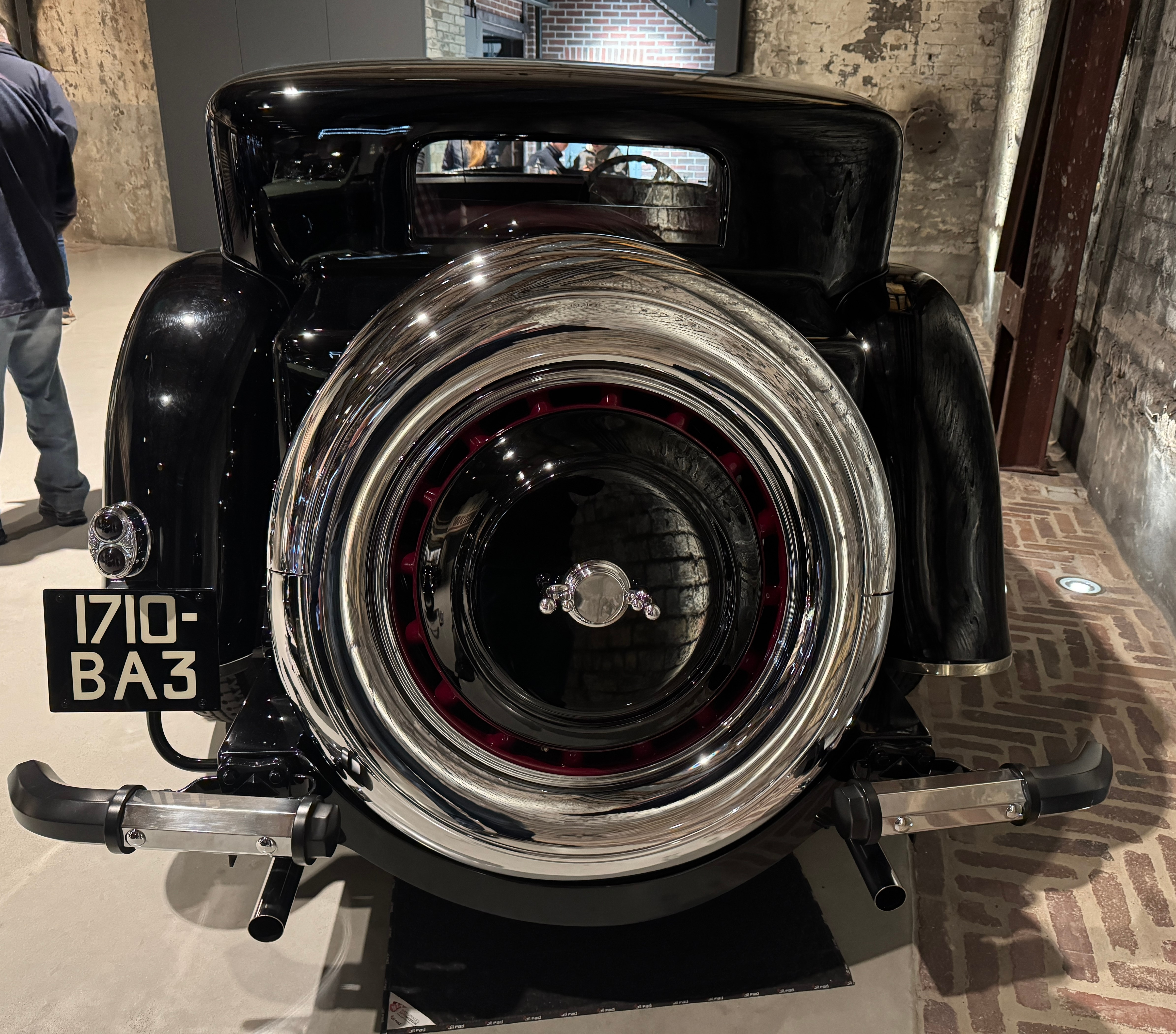
Bucciali TAV 8-32 Heckansicht - Nationales Automuseum